# Indian Premier League 2017
Die Indian Premier League 2017 (offiziell: VIVO Indian Premier League 2017) war die zehnte Saison des im Twenty20-Format ausgetragenen Wettbewerbes für indische Cricket-Teams und fand zwischen dem 5. April und 21. Mai 2017 statt. Im Finale konnten sich die Mumbai Indians gegen die Rising Pune Supergiants mit einem Run durchsetzen.

## Resultate

### Tabelle
Die Tabelle der Vorrunde gestaltet sich wie folgt (Stand: 14. Mai 2017).
| Teams                   | Sp. | S  | N  | NR | P  | NRR    |
| ----------------------- | --- | -- | -- | -- | -- | ------ |
| Mumbai Indians          | 14  | 10 | 4  | 0  | 20 | +0.784 |
| Rising Pune Supergiants | 14  | 9  | 5  | 0  | 18 | +0.176 |
| Sunrisers Hyderabad     | 14  | 8  | 5  | 1  | 17 | +0.599 |
| Kolkata Knight Riders   | 14  | 8  | 6  | 0  | 16 | +0.641 |
| Kings XI Punjab         | 14  | 7  | 7  | 0  | 14 | −0.009 |
| Delhi Daredevils        | 14  | 6  | 8  | 0  | 12 | −0.512 |
| Gujarat Lions           | 14  | 4  | 10 | 0  | 8  | −0.412 |
| Royal Chall. Bangalore  | 14  | 3  | 10 | 1  | 7  | −1.299 |

| Qualifiziert fürs Halbfinale |
| ---------------------------- |

### Vorrunde
| 5. April Scorecard | Hyderabad | Sunrisers Hyderabad 207-4 (20)          | – | Royal Chall. Bangalore 172 (19.4) |
|                    |           | Sunrisers Hyderabad gewinnt mit 35 Runs |   |                                   |

| 6. April Scorecard | Pune | Mumbai Indians 184-8 (20)                    | – | Rising Pune Supergiants 187-3 (19.5) |
|                    |      | Rising Pune Supergiant gewinnt mit 7 Wickets |   |                                      |

| 7. April Scorecard | Rajkot | Gujarat Lions 183-4 (20)                     | – | Kolkata Knight Riders 184-0 (14.5) |
|                    |        | Kolkata Knight Riders gewinnt mit 10 Wickets |   |                                    |

| 8. April Scorecard | Indore | Rising Pune Supergiants 163-6 (20)    | – | Kings XI Punjab 164-4 (19) |
|                    |        | Kings XI Punjab gewinnt mit 6 Wickets |   |                            |

| 8. April Scorecard | Bengaluru | Royal Chall. Bangalore 157-8 (20)               | – | Delhi Daredevils 142-9 (20) |
|                    |           | Royal Challengers Bangalore gewinnt mit 15 Runs |   |                             |

| 9. April Scorecard | Hyderabad | Gujarat Lions 135-7 (20)                  | – | Sunrisers Hyderabad 140-1 (15.3) |
|                    |           | Sunrisers Hyderabad gewinnt mit 9 Wickets |   |                                  |

| 9. April Scorecard | Mumbai | Kolkata Knight Riders 178-7 (20)     | – | Mumbai Indians 180-6 (19.5) |
|                    |        | Mumbai Indians gewinnt mit 4 Wickets |   |                             |

| 10. April Scorecard | Indore | Kings XI Punjab 150-2 (14.3)          | – | Royal Chall. Bangalore 148-4 (20) |
|                     |        | Kings XI Punjab gewinnt mit 8 Wickets |   |                                   |

| 11. April Scorecard | Pune | Rising Pune Supergiants 108-10 (16.1) | – | Delhi Daredevils 205-4 (20) |
|                     |      | Delhi Daredevils gewinnt mit 97 Runs  |   |                             |

| 12. April Scorecard | Mumbai | Mumbai Indians 159-6 (18.4)          | – | Sunrisers Hyderabad 158-8 (20) |
|                     |        | Mumbai Indians gewinnt mit 4 Wickets |   |                                |

| 13. April Scorecard | Kolkata | Kolkata Knight Riders 171-2 (16.3)      | – | Kings XI Punjab 170-9 (20) |
|                     |         | Kolkata Knight Riders gewinnt 8 Wickets |   |                            |

| 14. April Scorecard | Bengaluru | Royal Chall. Bangalore 142-5 (20)    | – | Mumbai Indians 145-6 (18.5) |
|                     |           | Mumbai Indians gewinnt mit 4 Wickets |   |                             |

| 14. April Scorecard | Rajkot | Rising Pune Supergiants 171-8 (20) | – | Gujarat Lions 172-3 (18) |
|                     |        | Gujarat Lions won by 7 wickets     |   |                          |

| 15. April Scorecard | Kolkata | Kolkata Knight Riders 172-6 (20)          | – | Sunrisers Hyderabad 155-6 (20) |
|                     |         | Kolkata Knight Riders gewinnt mit 17 Runs |   |                                |

| 15. April Scorecard | Delhi | Delhi Daredevils 188-6 (20)          | – | Kings XI Punjab 137-9 (20) |
|                     |       | Delhi Daredevils gewinnt mit 51 Runs |   |                            |

| 16. April Scorecard | Mumbai | Mumbai Indians 177-4 (19.3)          | – | Gujarat Lions 176-4 (20) |
|                     |        | Mumbai Indians gewinnt mit 6 Wickets |   |                          |

| 16. April Scorecard | Bengaluru | Rising Pune Supergiants 161-8 (20)         | – | Royal Chall. Bangalore 134-9 (20) |
|                     |           | Rising Pune Supergiant gewinnt mit 27 Runs |   |                                   |

| 17. April Scorecard | Delhi | Delhi Daredevils 168-7 (20)                 | – | Kolkata Knight Riders 169-6 (19.5) |
|                     |       | Kolkata Knight Riders gewinnt mit 4 Wickets |   |                                    |

| 17. April Scorecard | Indore | Sunrisers Hyderabad 159-6 (20)         | – | Kings XI Punjab 154 (19.4) |
|                     |        | Sunrisers Hyderabad gewinnt mit 5 Runs |   |                            |

| 18. April Scorecard | Rajkot | Royal Chall. Bangalore 213-2 (20)               | – | Gujarat Lions 192-7 (20) |
|                     |        | Royal Challengers Bangalore gewinnt mit 21 Runs |   |                          |

| 19. April Scorecard | Hyderabad | Sunrisers Hyderabad 191-4 (20)          | – | Delhi Daredevils 176-5 (20) |
|                     |           | Sunrisers Hyderabad gewinnt mit 15 Runs |   |                             |

| 20. April Scorecard | Indore | Kings XI Punjab 198-4 (20)           | – | Mumbai Indians 199-2 (15.3) |
|                     |        | Mumbai Indians gewinnt mit 8 Wickets |   |                             |

| 21. April Scorecard | Kolkata | Kolkata Knight Riders 187-5 (20)    | – | Gujarat Lions 188-6 (18.2) |
|                     |         | Gujarat Lions gewinnt mit 4 Wickets |   |                            |

| 22. April Scorecard | Pune | Sunrisers Hyderabad 176-3 (20)               | – | Rising Pune Supergiants 179-4 (20) |
|                     |      | Rising Pune Supergiant gewinnt mit 6 Wickets |   |                                    |

| 22. April Scorecard | Mumbai | Mumbai Indians 142-8 (20)          | – | Delhi Daredevils 128-7 (20) |
|                     |        | Mumbai Indians gewinnt mit 14 Runs |   |                             |

| 23. April Scorecard | Rajkot | Kings XI Punjab 188-7 (20)          | – | Gujarat Lions 162-7 (20) |
|                     |        | Kings XI Punjab gewinnt mit 26 Runs |   |                          |

| 23. April Scorecard | Kolkata | Kolkata Knight Riders 131 (19.3)          | – | Royal Chall. Bangalore 49 (9.4) |
|                     |         | Kolkata Knight Riders gewinnt mit 82 Runs |   |                                 |

| 24. April Scorecard | Mumbai | Rising Pune Supergiants 160-6 (20)        | – | Mumbai Indians 157-8 (20) |
|                     |        | Rising Pune Supergiant gewinnt mit 3 Runs |   |                           |

| 25. April Scorecard | Bengaluru | Royal Chall. Bangalore | – | Sunrisers Hyderabad |
|                     |           | Spiel abgesagt         |   |                     |

| 26. April Scorecard | Pune | Rising Pune Supergiants 182-5 (20)          | – | Kolkata Knight Riders 184-3 (18.1) |
|                     |      | Kolkata Knight Riders gewinnt mit 7 Wickets |   |                                    |

| 27. April Scorecard | Bengaluru | Royal Chall. Bangalore 134 (20)     | – | Gujarat Lions 135-3 (13.5) |
|                     |           | Gujarat Lions gewinnt mit 7 Wickets |   |                            |

| 28. April Scorecard | Kolkata | Delhi Daredevils 160-6 (20)                 | – | Kolkata Knight Riders 161-3 (16.2) |
|                     |         | Kolkata Knight Riders gewinnt mit 7 Wickets |   |                                    |

| 28. April Scorecard | Mohali | Sunrisers Hyderabad 207-3 (20)          | – | Kings XI Punjab 181-9 (20) |
|                     |        | Sunrisers Hyderabad gewinnt mit 26 Runs |   |                            |

| 29. April Scorecard | Pune | Rising Pune Supergiants 157-3 (20)         | – | Royal Chall. Bangalore 96-9 (20) |
|                     |      | Rising Pune Supergiant gewinnt mit 61 Runs |   |                                  |

| 29. April Scorecard | Rajkot | Gujarat Lions 153-9 (20) / 6-0 (1)   | – | Mumbai Indians 153 (20) / 11-2 (0.5) |
|                     |        | Mumbai Indians gewinnt im Super Over |   |                                      |

| 30. April Scorecard | Indore | Delhi Daredevils 67 (17.1)             | – | Kings XI Punjab 68-0 (7.5) |
|                     |        | Kings XI Punjab gewinnt mit 10 Wickets |   |                            |

| 30. April Scorecard | Hyderabad | Sunrisers Hyderabad 209-3 (20)          | – | Kolkata Knight Riders 161-7 (20) |
|                     |           | Sunrisers Hyderabad gewinnt mit 48 Runs |   |                                  |

| 1. Mai Scorecard | Mumbai | Royal Chall. Bangalore 162-8 (20)    | – | Mumbai Indians 165-5 (19.5) |
|                  |        | Mumbai Indians gewinnt mit 5 Wickets |   |                             |

| 1. Mai Scorecard | Pune | Gujarat Lions 161 (19.5)                     | – | Rising Pune Supergiants 167-5 (19.5) |
|                  |      | Rising Pune Supergiant gewinnt mit 5 Wickets |   |                                      |

| 2. Mai Scorecard | Delhi | Sunrisers Hyderabad 185-3 (20)         | – | Delhi Daredevils 189-4 (19.1) |
|                  |       | Delhi Daredevils gewinnt mit 6 Wickets |   |                               |

| 3. Mai Scorecard | Kolkata | Kolkata Knight Riders 155-8 (20)             | – | Rising Pune Supergiants 158-6 (19.2) |
|                  |         | Rising Pune Supergiant gewinnt mit 4 Wickets |   |                                      |

| 4. Mai Scorecard | Delhi | Gujarat Lions 208-7 (20)               | – | Delhi Daredevils 214-3 (17.3) |
|                  |       | Delhi Daredevils gewinnt mit 7 Wickets |   |                               |

| 5. Mai Scorecard | Bengaluru | Kings XI Punjab 138-7 (20)          | – | Rising Pune Supergiants 119 (19) |
|                  |           | Kings XI Punjab gewinnt mit 19 Runs |   |                                  |

| 6. Mai Scorecard | Hyderabad | Rising Pune Supergiants 148-8 (20)         | – | Sunrisers Hyderabad 136-9 (20) |
|                  |           | Rising Pune Supergiant gewinnt mit 12 Runs |   |                                |

| 6. Mai Scorecard | Delhi | Mumbai Indians 212-3 (20)           | – | Delhi Daredevils 66 (13.4) |
|                  |       | Mumbai Indians gewinnt mit 146 Runs |   |                            |

| 7. Mai Scorecard | Bengaluru | Royal Chall. Bangalore 158-6 (20)           | – | Kolkata Knight Riders 159-4 (15.1) |
|                  |           | Kolkata Knight Riders gewinnt mit 6 Wickets |   |                                    |

| 7. Mai Scorecard | Mohali | Kings XI Punjab 189-3 (20)          | – | Gujarat Lions 192-4 (19.4) |
|                  |        | Gujarat Lions gewinnt mit 6 Wickets |   |                            |

| 8. Mai Scorecard | Hyderabad | Mumbai Indians 138-7 (20)                 | – | Sunrisers Hyderabad 140-3 (18.2) |
|                  |           | Sunrisers Hyderabad gewinnt mit 7 Wickets |   |                                  |

| 9. Mai Scorecard | Mohali | Kings XI Punjab 167-6 (20)          | – | Kolkata Knight Riders 153-6 (20) |
|                  |        | Kings XI Punjab gewinnt mit 14 Runs |   |                                  |

| 10. Mai Scorecard | Kanpur | Gujarat Lions 195-5 (20)               | – | Delhi Daredevils 197-8 (19.4) |
|                   |        | Delhi Daredevils gewinnt mit 2 Wickets |   |                               |

| 11. Mai Scorecard | Mumbai | Kings XI Punjab 230-3 (20)         | – | Mumbai Indians 223-6 (20) |
|                   |        | Kings XI Punjab gewinnt mit 7 Runs |   |                           |

| 12. Mai Scorecard | Delhi | Delhi Daredevils 168-8 (20)         | – | Rising Pune Supergiants 161-7 (20) |
|                   |       | Delhi Daredevils gewinnt mit 7 Runs |   |                                    |

| 13. Mai Scorecard | Kanpur | Gujarat Lions 154 (19.2)                  | – | Sunrisers Hyderabad 158-2 (18.1) |
|                   |        | Sunrisers Hyderabad gewinnt mit 8 Wickets |   |                                  |

| 13. Mai Scorecard | Kolkata | Mumbai Indians 173-5 (20)         | – | Kolkata Knight Riders 164-8 (20) |
|                   |         | Mumbai Indians gewinnt mit 9 Runs |   |                                  |

| 14. Mai Scorecard | Pune | Kings XI Punjab 73 (15.5)                    | – | Rising Pune Supergiants 78-1 (12) |
|                   |      | Rising Pune Supergiant gewinnt mit 9 Wickets |   |                                   |

| 14. Mai Scorecard | Delhi | Royal Chall. Bangalore 161-6 (20)               | – | Delhi Daredevils 151 (20) |
|                   |       | Royal Challengers Bangalore gewinnt mit 10 Runs |   |                           |

### Playoffs
|  | Halbfinale (semi-finals) | Halbfinale (semi-finals) | Halbfinale (semi-finals) |            |                       | Vorschlussrunde (final) | Vorschlussrunde (final) | Vorschlussrunde (final) |                |            | Finale (grand final)    | Finale (grand final) | Finale (grand final) |
|  |                          |                          |                          |            |                       |                         |                         |                         |                |            |                         |                      |                      |
|  | 1                        | Mumbai Indians           | 142/9 (20)               |            |                       |                         |                         |                         |                |            |                         |                      |                      |
|  | 2                        | Rising Pune Supergiants  | 162/4 (20)               |            |                       |                         |                         |                         |                | 2          | Rising Pune Supergiants | 128/6 (20)           |                      |
|  | 2                        | Rising Pune Supergiants  | 162/4 (20)               | 1          | Mumbai Indians        | 111/4 (14.3)            |                         |                         |                | 2          | Rising Pune Supergiants | 128/6 (20)           |                      |
|  |                          |                          |                          | 1          | Mumbai Indians        | 111/4 (14.3)            |                         | 1                       | Mumbai Indians | 129/8 (20) |                         |                      |                      |
|  |                          | 3                        | Kolkata Knight Riders    | 107 (18.5) |                       |                         |                         | 1                       | Mumbai Indians | 129/8 (20) |                         |                      |                      |
|  | 3                        | 3                        | Kolkata Knight Riders    | 107 (18.5) | Kolkata Knight Riders | 48/3 (5.2/6)            |                         |                         |                |            |                         |                      |                      |
|  | 3                        |                          |                          |            | Kolkata Knight Riders | 48/3 (5.2/6)            |                         |                         |                |            |                         |                      |                      |
|  | 4                        | Sunrisers Hyderabad      | 128/7 (20)               |            |                       |                         |                         |                         |                |            |                         |                      |                      |

#### Spiel A
| 16. Mai Scorecard | Mumbai | Rising Pune Supergiants 162-4 (20)         | – | Mumbai Indians 142-9 (20) |
|                   |        | Rising Pune Supergiant gewinnt mit 20 Runs |   |                           |

#### Spiel B
| 17. Mai Scorecard | Bengaluru | Sunrisers Hyderabad 128-7 (20)                           | – | Kolkata Knight Riders 48-3 (5.2/6) |
|                   |           | Kolkata Knight Riders gewinnt mit 7 Wickets (D/L method) |   |                                    |

#### Spiel C
| 19. Mai Scorecard | Bengaluru | Kolkata Knight Riders 107 (18.5)     | – | Mumbai Indians 111-4 (14.3) |
|                   |           | Mumbai Indians gewinnt mit 6 Wickets |   |                             |

#### Finale
| 21. Mai Scorecard | Hyderabad | Mumbai Indians 129-8 (20)        | – | Rising Pune Supergiants 128-6 (20) |
|                   |           | Mumbai Indians gewinnt mit 1 Run |   |                                    |